# Lost Souls (Arrow)
Lost Souls es el sexto episodio de la cuarta temporada y septuagésimo quinto episodio a lo largo de la serie de televisión estadounidense de drama y ciencia ficción, Arrow. El episodio fue escrito por Beth Schwartz y Emilio Ortega Aldrich y dirigido por Antonio Negret. Fue estrenado el 11 de noviembre de 2015 en Estados Unidos por la cadena The CW.
Después de enterarse de que Ray está vivo, Felicity centra todos sus esfuerzos en descubrir su paradero. Por otra parte, Donna regresa a Star City para pasar tiempo de calidad con su hija después de ser invitada por Oliver y Sara lucha contra los efectos de fosa de Lázaro. Cuando Felicity descubre que Ray es mantenido cautivo por Damien Darhk y que este planea usar la tecnología del exoesqueleto de Ray una vez que logre volverlo a la normalidad, Oliver intenta ayudar, sin embargo, Felicity comienza a hacerlo a un lado debido a que se siente culpable por no haber indagado sobre el paradero de Ray y huir de la ciudad con Oliver. Finalmente, Sara se une al equipo en la misión de rescatar a Ray y descubre que no puede manejar la sed de sangre de la misma manera en que Thea lo hace por lo que decide dejar la ciudad.

## Elenco
- Stephen Amell como Oliver Queen/Flecha Verde.
- Katie Cassidy como Laurel Lance/Canario Negro.
- David Ramsey como John Diggle.
- Willa Holland como Thea Queen/Speedy.
- Emily Bett Rickards como Felicity Smoak.
- John Barrowman como Malcolm Merlyn/Arquero Oscuro (crédito solamente).
- Paul Blackthorne como el capitán Quentin Lance.

## Continuidad
- Ray Palmer fue visto anteriormente en My Name is Oliver Queen.

- En Haunted, Felicity y Curtis descubren un mensaje oculto de Ray donde revela que sigue con vida.

- Donna Smoak fue vista anteriormente en Public Enemy.
- Donna regresa a Star City.
- Oliver descubre que Reiter se encuentra en Lian Yu por al más que la producción de drogas.
- Sara retoma su rol de vigilante como Canario y se incluye en una misión para rescatar a Ray de Darhk.
- Thea acepta tener una cita con Alex.
- Sara deja Star City.

- Sara comenta que visitará a su madre en Ciudad Central.

- Donna y Quentin se conocen en este episodio.

## Desarrollo

### Producción
La producción de este episodio comenzó el 28 de agosto y terminó el 4 de septiembre de 2015.

### Filmación
El episodio fue filmado del 9 de septiembre al 21 de septiembre de 2015.

### Casting
El 18 de agosto de 2015 fue revelado que Charlotte Ross retomaría su personaje de Donna Smoak en el sexto episodio.